# Electric Dreams
Electric Dreams je tretji studijski album Mihe Kralja, ki je izšel leta 1985 na LP plošči pri beograjski založbi PGP RTB. Album je bolj melodičen in kompleksen in ga lahko uvrstimo med oba predhodna albuma.

## Seznam skladb
Vse skladbe so delo Mihe Kralja.
| A stran | A stran           | A stran |
| Št.     | Naslov            | Dolžina |
| ------- | ----------------- | ------- |
| 1.      | „Electric Dreams‟ | 6:00    |
| 2.      | „Future Shine‟    | 4:00    |
| 3.      | „Star Fighter‟    | 6:00    |
| 4.      | „Alien's Trip‟    | 4:00    |

| B stran         | B stran         | B stran |
| Št.             | Naslov          | Dolžina |
| --------------- | --------------- | ------- |
| 1.              | „Aurea‟         | 5:55    |
| 2.              | „Digitalic‟     | 3:45    |
| 3.              | „Praeludium‟    | 3:30    |
| 4.              | „Vision‟        | 8:30    |
| Skupna dolžina: | Skupna dolžina: | 41:40   |

## Osebje
- Miha Kralj – klaviature, sintetizatorji

### Produkcija
- Producent, aranžer: Miha Kralj
- Oblikovanje: Marta Gruev, Tone Stojko
- Fotografije: Tone Stojko
- Glavni in odgovorni urednik: Stanko Terzić
- Recenzent: Boris Kovačič